# Żuków (powiat siedlecki)
Żuków – wieś w Polsce położona w województwie mazowieckim, w powiecie siedleckim, w gminie Mokobody. Ma status sołectwa. Leży nad rzeką Liwiec.
Wierni Kościoła rzymskokatolickiego należą do parafii Wniebowzięcia NMP w Niwiskach.
W latach 1975–1998 miejscowość należała administracyjnie do województwa siedleckiego. Przez miejscowość przebiega droga gminna Niwiski – Mokobody.
Urodził się tu Zygmunt Sawicki – oficer Wojska Polskiego II RP, Polskich Sił Zbrojnych na Zachodzie i Armii Krajowej, kapitan pilot służby stałej, cichociemny.